# Oleksandr Karaulschtschuk
Oleksandr Wolodymyrowytsch Karaulschtschuk (ukrainisch Олександр Володимирович Караульщук; * 27. Juli 1983 in Kiew, Ukrainische SSR, Sowjetunion) ist ein ehemaliger ukrainischer Eishockeyspieler, der mit dem HK Sokil Kiew 2009 ukrainischer Meister wurde.

## Karriere
Oleksandr Karaulschtschuk begann seine Karriere als Eishockeyspieler beim HK Kiew, für den er von 2000 bis 2001 in der East European Hockey League aktiv war. Nachdem ihn die Erie Otters 2001 beim CHL Import Draft in der ersten Runde als insgesamt 47. Spieler ausgewählt hatten, wechselte er zu dem Klub aus Pennsylvania, mit dem er 2002 den J. Ross Robertson Cup, die Meistertrophäe der Ontario Hockey League, gewinnen konnte. Nach drei Jahren bei den Otters wechselte er zum Fjord du Saguenay, für den er aber nur wenige Spiele in der Ligue Nord-Américaine de Hockey absolvierte, bevor er nach Europa zurückkehrte. Nach einigen Spielen für den russischen Superliga-Neuling Molot-Prikamje Perm wechselte er in schneller Folge die Klubs, wobei er sowohl in seiner ukrainischen Heimat, als auch in Finnland, Russland und Weißrussland aktiv war. Lediglich für den HK Sokil Kiew, mit dem er von 2007 bis 2009 parallel in der zweitklassigen russischen Wysschaja Hockey-Liga und der ukrainischen Liga spielte, und dem HK Generals Kiew aus der ukrainischen Liga, war er jeweils zwei komplette Spielzeiten aktiv. Mit dem HK Sokil gewann er 2008 und 2009 die ukrainische Meisterschaft. In der Spielzeit 2016/17 ließ er seine Karriere beim HK Krywbass ausklingen.

### International
Für die Ukraine nahm Karaulschtschuk im Juniorenbereich an den U18-Weltmeisterschaften 2000 und 2001 und der U20-Weltmeisterschaft der Division I 2001 teil.
Im Seniorenbereich stand er lediglich bei der Weltmeisterschaft 2008 in der Division I sowie bei der Qualifikation für die Olympischen Winterspiele in Sotschi 2014 im Aufgebot seines Landes.

## Erfolge und Auszeichnungen
- 2002 Gewinn des J. Ross Robertson Cups mit den Erie Otters
- 2008 Ukrainischer Meister mit dem HK Sokil Kiew
- 2009 Ukrainischer Meister mit dem HK Sokil Kiew